# Frühzeichnerrabatt
Der Frühzeichnerrabatt ist ein Rabatt, der gewährt wird, wenn ein Anleger einen Kaufauftrag für ein Wertpapier, frühzeitig vor dem öffentlichen Verkauf des Wertpapiers erteilt. Dieses trifft vor allem für den Börsengang (IPO) von neu gegründeten Aktiengesellschaften zu. Damit soll der Käufer motiviert werden, frühzeitig eine verbindliche Kauforder zu erteilen. Der Vorteil für das ausgebende Institut liegt darin, dass der zu erwartende Kapitalzufluss in das Unternehmen, sowie der zu erwartende Ausgabekurs des Wertpapiers genauer prognostiziert werden kann. Da der Ausgabekurs erst ermittelt wird, wenn das Wertpapier ausgegeben wird, werden Frühzeichnerrabatte abweichend von anderen Rabatten üblicherweise in absoluten Werten (z. B. 0,50 € je Aktie) angegeben.